# Zina Goldrich
Zina Goldrich (New York, 1964) è una compositrice statunitense famosa nel mondo del musical per le collaborazioni con la paroliera Marcy Heisler.
Tra i suoi più celebri lavori vi sono "Ever After The Musical", "Taylor The Latte Boy" e "Alto's Lament".

## Biografia
Zina Goldrich è nata nel 1964 a New York. All'età di 13 anni si è trasferita a Los Angeles con la sua famiglia.
Suo padre era un trombettista e ha suonato in The Mel Lewis/Thad Jones Jazz Orchestra, una delle Big Band più popolari negli anni settanta.

## Formazione
Zina Goldrich ha studiato privatamente per la maggior parte della sua vita.
Ha iniziato ad apprendere musica all'età di 3 anni e pianoforte a 5 anni.
Ha studiato alla Beverly Hills High School in California, in cui ha studiato arti performative.
Successivamente ha frequentato la UCLA (The University of California, Los Angeles).
Ha approfondito Musical Theatre a New York presso il BMI Lehman Engel Musical Theatre Workshop.
Più tardi, ha seguito il programma "Scoring for Motion, Picture and Television" dell'University of Southern California.

## Carriera

### Esordio
Una volta trasferitasi a New York, ha ottenuto il suo primo lavoro nell'orchestra del tour mondiale di "A Chorus Line".
Ha lavorato come tastierista a Broadway in "Avenue Q", "Bombay Dreams" e "Oklahoma!" e ha assistito Maury Yeston nell'allestimento dei musical "In The Beginning", "Grand Hotel" e "Titanic".

### Goldrich e Heisler
Zina Goldrich Collabora con Marcy Heisler dal 1992.
Il duo sta lavorando al musical "Ever After", il quale è un adattamento dell'omonimo film con Drew Barrymore prodotto dalla 20th Century Fox
nel 1998. Lo spettacolo ha avuto la sua premiere il 21 maggio 2015 alla Paper Mill Playhouse. Diretto da Kathleen Marshall.
Goldrich e Heisler hanno scritto "Junie B.Jones" un musical Off-Broadway ispirato al personaggio creato dall'autrice Barbara Park. Prodotto da Theatreworks USA, ha ottenuto una nomination per il Lucille Lortel Award come Outstanding Musical.
Hanno anche prodotto "Dear Edwina" (Nomination per il Drama Desk per Miglior Musica) e "Goodspeed's The Great American Mousical", diretto da Julie Andrews.
Zina e Marcy hanno collaborato con alcune delle più grandi star di Broadway, come Kristin Chenoweth, per la quale è stata scritta la canzone "Taylor The Latte Boy".
Per Megan Hilty hanno ideato il brano intitolato "Alto's Lament". Inoltre hanno composto "Baltimore" per la voce di Audra McDonald e "Gone" per Taylor Louderman.
Il duo si è esibito a livello internazionale con "The Zina and Marcy Show".

### Altre Collaborazioni
Zina Goldrich ha fatto parte dello staff della Walt Disney Feature Animation e ha composto brani per le serie TV di "The Middle", “Wonderpets”, “Johnny and the Sprites”, “Pooh’s Learning Adventures” e “Peg + Cat”, su PBS.
Zina sta attualmente lavorando alla produzione di nuovi show: "Yay, Peolple Yay!" in collaborazione con lo scrittore pluripremiato David Javerbaum e "Hollywood Romance" con gli scrittori vincitori di Emmy Award Gabrielle Allan e Jen Crittenden.

## Premi
Marcy e Zina hanno ricevuto il Fred Ebb Award, l'ASCAP Richard Rodgers New Horizons Award, il Jamie De Roy and Friends Award, il Jonathan Larson Award ed il Kanin/Seldes Award - Marcy Heisler ha vinto il Kleban Award.

## Stile
Quando si tratta di creare un nuovo brano, Zina Goldrich predilige comporre la melodia dopo aver studiato accuratamente il testo fornito da Marcy, in modo da assecondare le parole del personaggio. Zina descrive il suo stile come: "Melodico, cromatico, jazzato, caldo e sorprendente". La compositrice intende soddisfare l'ascoltatore in un modo inaspettato e imprevedibile.

## Influenze
La musica di Zina Goldrich è influenzata da quella di Frank Loesser, Richard Rodgers, George Gershwin, Stephen Sondheim e Leonard Bernstein.
Inoltre, si ispira a Billy Joel, Stevie Wonder e alla musica jazz in generale.

## Fonti
- https://www.zinagoldrich.com/about
- https://www.broadwayworld.com/people/Zina-Goldrich/